# Sergio Guarnaccia
Sergio Guarnaccia (n. 23 de marzo de 1965 - Hurlingham, Buenos Aires, Argentina) es un piloto de automovilismo argentino que compitió en categorías como el Turismo Carretera y el Top Race, donde concursó siempre al comando de su propia escudería.
Anteriormente a su carrera como piloto, Guarnaccia había desarrollado una corta carrera como futbolista, jugando en las divisiones inferiores del Club Atlético River Plate en el puesto de guardameta. Se había iniciado en la novena división y jugó hasta la quinta división en el club de Nuñez; su debut en primera se dio en el club del ascenso Justo José de Urquiza, donde fue figura en sus campeonatos jugados con la escudería celeste. En 1986 dejó el balompié por el deporte motor.
Como corredor, compitió en el Turismo Carretera, categoría en la que se destacó como defensor de la marca Ford a los mandos de un Ford Falcon. Tras su retiro de esta categoría en el año 2010, dejando como mejor resultado una serie ganada y un segundo puesto en Olavarria 2001, continuó su campaña dentro del Top Race donde se estableció junto a su escudería compitiendo con unidades Ford Mondeo. Asimismo, también desarrolla su actividad como preparador de vehículos, gracias a la cual obtuvo un campeonato en el año 2009 al consagrarse campeón de TC Mouras de la mano de su piloto Gastón Ferrante.
En Top Race compitió desde el año 2005, alternando el comando de un Mercedes-Benz C-202 con un BMW Serie 3 de la Top Race Original, para luego debutar en 2006 en la divisional TRV6. A partir del año 2012 anunciaría su participación en la divisional inferior Top Race Series, en la cual volcó todo el trabajo de su equipo tras su salida del Turismo Carretera en 2009. Además de estas categorías, entre los años 2000 y 2001 participó también en la categoría Race Pick-Up Series, divisional destinada a camionetas Pick-Up desarrollada por la Asociación Corredores de Turismo Carretera, en la cual obtuvo varias victorias, conquistando en el año 2001 el subcampeonato al comando de una camioneta Ford Ranger.
Por otra parte, dentro de la categoría Top Race sumaría tres triunfos en su palmarés, siendo el primero de ellos el logrado el 20 de junio de 2005 en el Autódromo Martín Miguel de Güemes de la Ciudad de Salta, al comando de un BMW Serie 3, en la competencia inaugural del campeonato del TR Original, mientras que  el 16 de marzo de 2014 conquistó su segunda victoria, al llevarse la competencia final de la categoría Top Race Series, corrida en el Autódromo Municipal Juan Manuel Fangio de la Ciudad de Rosario, válida por la segunda fecha de la Temporada 2014. Su última victoria, la obtuvo el 15 de noviembre de 2015 en el Autódromo Eusebio Marcilla de Junín, válida por la 11.ª fecha de la Temporada 2015. Esta última victoria le permitió compulsar por el título de la divisional, llevándose el subcampeonato de esa temporada.
Actualmente dirige junto a su socio, el también expiloto Ricardo Joseph la escudería Hurlingham Competición, desarrollada sobre la base del grupo de trabajo que lo acompañó durante su carrera deportiva.

## Biografía
Los inicios deportivos de Sergio Guarnaccia tuvieron lugar en el fútbol, disciplina en la que se desempeñó ocupando el puesto de guardameta. Deportivamente formado en las divisiones inferiores del Club Atlético River Plate, forjaría su carrera en esta institución participando desde la novena a la quinta división. Posteriormente, sería adquirido por el club Justo José de Urquiza, club que militaba en las divisiones de ascenso del fútbol argentino. En este equipo tendría una destacada actuación, habiendo sido considerado una de sus figuras en los campeonatos que la escudería celeste disputó. A pesar de ello, finalmente le daría punto final a su carrera futbolística en el año 1986, abriendo la puerta de su segundo deporte predilecto: El automovilismo.
Precisamente en esta disciplina se iniciaría en el mismo año de su retiro futbolístico, estrenándose en la extinta categoría de turismos Stock Car, donde se inició al comando de un Torino 380 W. Asimismo, ya en su primer año como piloto, pondría en práctica sus primeros pasos en la atención mecánica de automóviles, siendo este vehículo atendido en un taller de su ciudad natal Hurlingham, propiedad de su padre Carlos. Con esta máquina, daría sus primeros pasos participando en esta categoría durante cuatro años. Tras el recambio institucional, por el cual el Stock Car Argentino pasó a denominarse como Supercart, Guarnaccia continuaría compitiendo hasta que en el año 1992 concretaría su anhelado debut en la máxima categoría del automovilismo argentino: el Turismo Carretera. Para lograr esta incorporación, procuraría una unidad Ford Falcon, con la cual comenzaría a competir bajo la atención de su propia escudería. Dentro de esta categoría, competiría a lo largo de 17 temporadas, totalizando 244 competencias finales y cosechando como mejores resultados un primer puesto en la serie y el segundo lugar en la competencia final corrida en el Autódromo Hermanos Emiliozzi de Olavarría, el 11 de noviembre de 2001.
En el año 1999, la Asociación Corredores de Turismo Carretera inaugura el primer campeonato oficial de la Race Pick-Up Series, categoría destinada a camionetas tipo pick-up especialmente modificadas para competición. Por decantación y debido a su afiliación a esta entidad, Guarnaccia comenzaría a participar desde la segunda temporada, corrida en el año 2000, haciéndolo al comando de una camioneta Ford Ranger. En esta categoría disputaría dos temporadas, alcanzando el subcampeonato en el año 2001.
En el año 2005 volvería a desarrollar dos categorías por temporada, al debutar en la Top Race. A esta categoría, llegaría compitiendo en la primitiva divisional de coches convencionales, habiéndose estrenado ese mismo año el nuevo formato conocido como Top Race V6. En ese sentido, el debut de Guarnaccia se daría al comando de un BMW Serie 3 con el que compitió en 9 de las 10 competencias desarrolladas, habiendo alternado con un Mercedes-Benz C-202 con el que compitió en la cuarta fecha. En esta temporada, alcanzaría como mejor resultado la victoria en la primera fecha, cerrando el campeonato en la quinta colocación.

## Trayectoria
| Año  | Categoría                         | Automóvil           |
| ---- | --------------------------------- | ------------------- |
| 1986 | Debut en Stock Car Argentino      | Torino 380W         |
| 1987 | Stock Car Argentino               | Torino 380W         |
| 1988 | Stock Car Argentino               | Torino 380W         |
| 1989 | Stock Car Argentino               | Torino 380 W        |
| 1990 | Supercart                         | Torino 380W         |
| 1991 | Supercart                         | Torino 380W         |
| 1992 | Debut en Turismo Carretera        | Ford Falcon         |
| 1993 | Turismo Carretera                 | Ford Falcon         |
| 1994 | Turismo Carretera                 | Ford Falcon         |
| 1995 | Turismo Carretera                 | Ford Falcon         |
| 1996 | Turismo Carretera                 | Ford Falcon         |
| 1997 | Turismo Carretera                 | Ford Falcon         |
| 1998 | Turismo Carretera                 | Ford Falcon         |
| 1999 | Turismo Carretera                 | Ford Falcon         |
| 1998 | Turismo Carretera                 | Ford Falcon         |
| 1999 | Turismo Carretera                 | Ford Falcon         |
| 2000 | Turismo Carretera                 | Ford Falcon         |
| 2000 | Debut en Race Pick-Up Series      | Ford Ranger         |
| 2001 | Turismo Carretera                 | Ford Falcon         |
| 2001 | Subcampeón de Race Pick-Up Series | Ford Ranger         |
| 2002 | Turismo Carretera                 | Ford Falcon         |
| 2003 | Turismo Carretera                 | Ford Falcon         |
| 2004 | Turismo Carretera                 | Ford Falcon         |
| 2005 | Turismo Carretera                 | Ford Falcon         |
| 2005 | Debut en Top Race Original        | Mercedes-Benz C-202 |
| 2005 | Debut en Top Race Original        | BMW Serie 3         |
| 2006 | Turismo Carretera                 | Ford Falcon         |
| 2006 | Debut en Top Race V6              | Ford Mondeo II      |
| 2007 | Turismo Carretera                 | Ford Falcon         |
| 2007 | Top Race V6                       | Ford Mondeo II      |
| 2008 | Turismo Carretera                 | Ford Falcon         |
| 2008 | Top Race V6                       | Ford Mondeo II      |
| 2009 | Turismo Carretera                 | Ford Falcon         |
| 2009 | Carrera de la Historia del TRV6   | Ford Mondeo II      |
| 2010 | Top Race Series, 1 carrera        | Ford Mondeo II      |
| 2011 | Top Race V6                       | Ford Mondeo II      |
| 2011 | Top Race V6                       | Ford Mondeo III     |
| 2012 | Top Race Series                   | Ford Mondeo III     |
| 2013 | Top Race Series                   | Ford Mondeo III     |
| 2014 | Top Race Series                   | Ford Mondeo III     |
| 2015 | Top Race Series. Subcampeón       | Ford Mondeo IV      |
| 2017 | Top Race Series                   | Ford Mondeo IV      |
| 2018 | Top Race Series                   | Ford Mondeo IV      |

### Trayectoria en el Top Race
| Temporada | Categoría         | Vehículo        | Vehículo            | Equipo                   | Equipo                   | Posición Final      |
| --------- | ----------------- | --------------- | ------------------- | ------------------------ | ------------------------ | ------------------- |
| 2005      | Top Race Original | BMW Serie 3 E36 | Mercedes-Benz C-202 | Guarnaccia Comp.         | Fontana Comp.            | 5.º (75 puntos)     |
| 2006      | Top Race V6       | Ford Mondeo II  | Ford Mondeo II      | Guarnaccia Competición   | Guarnaccia Competición   | 15.º (59 puntos)    |
| 2007      | Top Race V6       | Ford Mondeo II  | Ford Mondeo II      | Guarnaccia Competición   | Guarnaccia Competición   | 36.º (9 puntos)     |
| 2008      | Top Race V6       | Ford Mondeo II  | Ford Mondeo II      | Guarnaccia Competición   | Guarnaccia Competición   | 25.º (39 puntos)    |
| 2009      | Top Race V6       | Ford Mondeo II  | Ford Mondeo II      | Guarnaccia Competición   | Guarnaccia Competición   | Invitado            |
| 2010      | Top Race Series   | Ford Mondeo II  | Ford Mondeo II      | Guarnaccia Competición   | Guarnaccia Competición   | 33.º (2 puntos)     |
| 2011      | Top Race V6       | Ford Mondeo II  | Ford Mondeo III     | Guarnaccia Competición   | Guarnaccia Competición   | 29.º (14 puntos)    |
| 2012      | Top Race Series   | Ford Mondeo III | Ford Mondeo III     | Guarnaccia Competición   | Guarnaccia Competición   | 12.º (69 puntos)    |
| 2013      | Top Race Series   | Ford Mondeo III | Ford Mondeo III     | Guarnaccia Competición   | Guarnaccia Competición   | 11.º (49 puntos)    |
| 2014      | Top Race Series   | Ford Mondeo III | Ford Mondeo III     | ETM Internacional Racing | ETM Internacional Racing | 6.º (40 puntos)     |
| 2015      | Top Race Series   | Ford Mondeo IV  | Ford Mondeo IV      | ETM Internacional Racing | ETM Internacional Racing | 2.º (254 puntos)    |
| 2017      | Top Race Series   | Ford Mondeo IV  | Ford Mondeo IV      | Hurlingham Racing        | Hurlingham Racing        | 7.º (87 puntos)     |
| 2018      | Top Race Series   | Ford Mondeo IV  | Ford Mondeo IV      | Hurlingham Racing        | Hurlingham Racing        | 11.º (36.00 puntos) |

## Palmarés
Como piloto
| Título     | Categoría           | Automóvil      | Año  |
| ---------- | ------------------- | -------------- | ---- |
| Subcampeón | Race Pick-Up Series | Ford Ranger    | 2001 |
| Subcampeón | Top Race Series     | Ford Mondeo IV | 2015 |

Como preparador
| Título  | Categoría       | Piloto          | Automóvil      | Año  |
| ------- | --------------- | --------------- | -------------- | ---- |
| Campeón | TC Mouras       | Gastón Ferrante | Ford Falcon    | 2009 |
| Campeón | Top Race Series | Bruno Boccanera | Ford Mondeo IV | 2019 |